# Dão (Schiff)
Die Dão war ein Zerstörer der Vouga-Klasse der portugiesischen Marine, der von 1935 bis 1960 in Dienst stand. Das Schiff war am Matrosenaufstand von 1936 beteiligt, fuhr im Zweiten Weltkrieg Neutralitätspatrouillen und wurde nach dem Krieg mehrfach modernisiert.

## Geschichte
Das Schiff war das fünfte und letzte der ursprünglich bestellten Serie, aber nach dem Verkauf von zwei Zerstörern an Kolumbien der dritte Bau der Klasse, den die portugiesische Marine auch in Dienst stellte. Nach den Plänen der britischen Ambuscade und mit Zulieferungen aus Großbritannien wurde der Bau am 29. Mai 1933 auf der portugiesischen Werft Sociedade de Construções e Reparações Navais in Lissabon auf Kiel gelegt. Beim Stapellauf am 30. Juli 1934 erhielt der Bau den Namen Dão nach dem gleichnamigen Fluss Dão in der Região Centro. Die Indienststellung erfolgte am 5. Januar 1935 mit der Kennung „D“.

### Matrosenaufstand von 1936

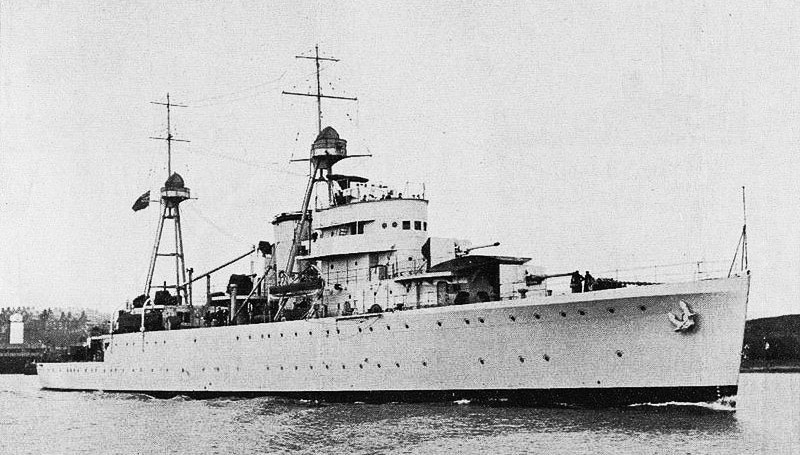
Die Afonso de Albuquerque

Das neue Schiff wurde zunächst eingefahren, bevor die Dão im Juli 1935 vor Madeira an ersten Übungen teilnahm. Anschließend verlegte sie zu den Azoren. Am 8. September 1936 revoltierte die Mannschaft des Schiffes gemeinsam mit den Besatzungen der Avisos Afonso de Albuquerque und Bartolomeu Dias gegen Pläne der Regierung, im Spanischen Bürgerkrieg die putschenden Nationalisten zu unterstützen. Nachdem bei dieser „revolta de navios“ vor Lissabon die Offiziere abgesetzt und unter Deck eingesperrt worden waren, sollten die Schiffe auf Seiten der Republik gegen Francisco Franco kämpfen. An der Mündung des Tejo wurden die Meuterer von den Festungen Castelo de Almada und Forte do Alto do Duque aus unter Beschuss genommen und mussten aufgeben. Der Anführer des Aufstandes, Unteroffizier Francisco Horta, wurde nach Portugiesisch-Timor verbannt, andere Beteiligte in das Konzentrationslager Campo do Tarrafal auf Kap Verde deportiert.

### Zweiter Weltkrieg
Im Zweiten Weltkrieg blieb Portugal neutral. Die Dão verblieb mit den anderen modernen Zerstörern als stärkste Einheiten im Mutterland und führte Patrouillenfahrten entlang der Küste und den beiden Inselgruppe Madeira und Azoren durch. Insbesondere die Azoren bildeten einen Schwerpunkt, da dort ein Angriff befürchtet wurde.

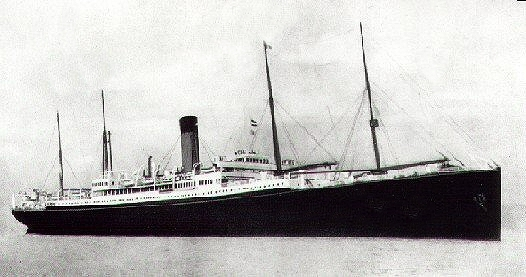
Die Ceramic

Wiederholt nahm die Dão an Rettungseinsätzen teil, um die Besatzungen versenkter Schiffe aufzunehmen. Nach der Torpedierung des britischen Tankers British Fame (1936, 8303 BRT) wurde die Dão am 12. August 1940 informiert und verließ Ponta Delgada auf den Azoren auf der Suche nach Überlebenden. Nach einer mehrtägigen Suche konnten 16 Männer vom Zerstörer aufgenommen werden. Bei der Suche nach Überlebenden des am 7. Dezember 1942 versenkten Passagierschiffes Ceramic konnte die entsandte Dão keine Überlebenden finden. Wegen eines Sturmes mussten sie die Rettungsaktion abbrechen und sich aus dem Gebiet zurückziehen.

### Nachkriegszeit
Nach dem Krieg wurde die Dão 1947/48 bei Yarrows in Scotstoun, Glasgow modernisiert und neu bewaffnet. Die Arbeiten in Schottland wurden im Mai 1948 abgeschlossen und beinhalteten eine Überholung der Maschinen, der hinter Schornstein wurde gekürzt, die Flak verstärkt sowie Radar und Sonar installiert. Mit Gründung der NATO erhielt sie die neue Kennung D 331. Im Folgejahr eskortierte die Dão die Schiffe, die den spanischen Staatschef Franco nach Lissabon brachten. Ab 1950 nahm der Zerstörer regelmäßig an NATO-Übungen teil, von denen viele vor der britischen Küste und vor Gibraltar stattfanden. Im März 1955 eskortierte es den brasilianischen Kreuzer Tamandaré, der den Präsidenten João Café Filho zu einem Besuch nach Portugal brachte.
Die zweite Modernisierung fand 1957 statt, bei der noch einmal die Bewaffnung auf den aktuellen Stand der U-Boot-Abwehr gebracht wurde. Bereits wenige Jahre später wurde der Zerstörer am 29. November 1960 aus der Liste der aktiven Kriegsschiffe gestrichen und im Folgemonat in Vila Franca de Xira abgewrackt.

## Technische Daten
Die Dão war über alles 98,45 Meter lang, 9,45 Meter breit und hatte einen Tiefgang von 3,35 Metern. Der Antrieb erfolgte durch drei Yarrow-Kessel und zwei Parsons-Turbinen mit denen eine Gesamtleistung von 33000 PS erreicht wurde. Diese gaben ihre Leistung an zwei Wellen mit je einer Schraube ab. Die Höchstgeschwindigkeit betrug 36,0 Knoten. Die Besatzung bestand aus 184 Mannschaften und Offizieren.
Die Bewaffnung bestand aus vier 120-mm-Armstrong-„G“-Kanonen, Vickers-2pdr-(40-mm)-Flak Mk VIII, acht 53,3-cm-Torpedorohre sowie zwölf Wasserbomben. Zudem war das Schiff für das Legen von Minen vorgerüstet, von denen 20 mitgeführt werden konnten. Nach der Modernisierung 1947/48 bestand die Bewaffnung aus drei 120-mm-Armstrong-„G“-Kanonen, vier Oerlikon-20-mm-Kanone, vier 53,3-cm-Torpedorohre sowie vier Wasserbomben-Werfer vom Typ „K“. Nach der Modernisierung von 1957 trug das Schiff zwei 120-mm-Armstrong-„G“-Kanonen, fünf 40-mm-Bofors-Kanonen, vier Oerlikon-20-mm-Kanone sowie einem dreifach-Squid-Werfer.